# Elezioni comunali in Sicilia del 2006
Le elezioni comunali in Sicilia del 2006 si tennero l'11 e 12 giugno (con ballottaggio il 25 e il 26 giugno). 

## Provincia regionale di Palermo

### Bagheria
| Candidati                     | Candidati                   | II turno            | II turno            | I turno | I turno | Liste                                    | Voti   | %     | Seggi |
| Candidati                     | Candidati                   | Voti                | %                   | Voti    | %       | Liste                                    | Voti   | %     | Seggi |
| ----------------------------- | --------------------------- | ------------------- | ------------------- | ------- | ------- | ---------------------------------------- | ------ | ----- | ----- |
|                               | Biagio Sciortino ✔️ Sindaco | 14 350              | 55,08               | 8 513   | 27,43   | Un Progetto per Bagheria                 | 3 184  | 10,57 | 4     |
| Bagheria Popolare             | Biagio Sciortino ✔️ Sindaco | 14 350              | 55,08               | 8 513   | 27,43   | 2 337                                    | 7,76   | 2     |       |
|                               | Vincenzo Gargano            | 11 705              | 44,92               | 12 374  | 39,88   | Unione di Centro                         | 5 729  | 19,01 | 6     |
| Forza Italia                  | Vincenzo Gargano            | 11 705              | 44,92               | 12 374  | 39,88   | 3 977                                    | 13,20  | 4     |       |
| Alleanza Nazionale            | Vincenzo Gargano            | 11 705              | 44,92               | 12 374  | 39,88   | 2 091                                    | 6,94   | 2     |       |
| Per Risvegliare Bagheria      | Vincenzo Gargano            | 11 705              | 44,92               | 12 374  | 39,88   | 2 037                                    | 6,76   | 2     |       |
| Noi per Bagheria              | Vincenzo Gargano            | 11 705              | 44,92               | 12 374  | 39,88   | 1 775                                    | 5,89   | 2     |       |
|                               | Leonardo Passarello         | Leonardo Passarello | Leonardo Passarello | 6 384   | 20,57   | La Margherita (A)                        | 3 247  | 10,77 | 4     |
| Democratici di Sinistra (A)   | Leonardo Passarello         | Leonardo Passarello | Leonardo Passarello | 6 384   | 20,57   | 1 939                                    | 6,43   | 2     |       |
| Federazione dei Verdi (A)     | Leonardo Passarello         | Leonardo Passarello | Leonardo Passarello | 6 384   | 20,57   | 507                                      | 1,68   | –     |       |
| Rifondazione Comunista        | Leonardo Passarello         | Leonardo Passarello | Leonardo Passarello | 6 384   | 20,57   | 459                                      | 1,52   | –     |       |
|                               | Rosario Giammanco           | Rosario Giammanco   | Rosario Giammanco   | 1 964   | 6,33    | Democrazia Cristiana per le Autonomie    | 1 163  | 3,86  | 1     |
|                               | Aurelio D'Amico             | Aurelio D'Amico     | Aurelio D'Amico     | 994     | 3,20    | Italia dei Valori (A)                    | 517    | 1,72  | –     |
|                               | Salvatore Morana            | Salvatore Morana    | Salvatore Morana    | 802     | 2,58    | Movimento per le Autonomie-Nuova Sicilia | 1 173  | 3,89  | 1     |
| Totale                        | Totale                      | 26 055              | 100                 | 31 031  | 100     |                                          | 30 135 | 100   | 30    |
|                               |                             |                     |                     |         |         |                                          |        |       |       |
| Fonte: Ministero dell'interno |                             |                     |                     |         |         |                                          |        |       |       |

## Provincia regionale di Agrigento

### Canicattì
| Candidati                     | Candidati                 | II turno           | II turno           | I turno | I turno | Liste                          | Voti   | %     | Seggi |
| Candidati                     | Candidati                 | Voti               | %                  | Voti    | %       | Liste                          | Voti   | %     | Seggi |
| ----------------------------- | ------------------------- | ------------------ | ------------------ | ------- | ------- | ------------------------------ | ------ | ----- | ----- |
|                               | Vincenzo Corbo ✔️ Sindaco | 12 361             | 67,61              | 6 926   | 32,84   | Corbo Sindaco                  | 2 929  | 14,24 | 5     |
| Lista Cuore                   | Vincenzo Corbo ✔️ Sindaco | 12 361             | 67,61              | 6 926   | 32,84   | 774                            | 3,76   | 1     |       |
| Italia dei Valori             | Vincenzo Corbo ✔️ Sindaco | 12 361             | 67,61              | 6 926   | 32,84   | 457                            | 2,22   | –     |       |
|                               | Rosa Maria Corbo          | 5 921              | 32,39              | 6 984   | 33,12   | Forza Italia                   | 2 504  | 12,18 | 4     |
| Unione di Centro              | Rosa Maria Corbo          | 5 921              | 32,39              | 6 984   | 33,12   | 2 402                          | 11,68  | 4     |       |
| Alleanza Nazionale            | Rosa Maria Corbo          | 5 921              | 32,39              | 6 984   | 33,12   | 2 252                          | 10,95  | 4     |       |
| Canicattì Futura              | Rosa Maria Corbo          | 5 921              | 32,39              | 6 984   | 33,12   | 1 420                          | 6,91   | 2     |       |
| Fiamma Tricolore              | Rosa Maria Corbo          | 5 921              | 32,39              | 6 984   | 33,12   | 655                            | 3,19   | 1     |       |
|                               | Giuseppe Merlino          | Giuseppe Merlino   | Giuseppe Merlino   | 4 740   | 22,48   | Democratici di Sinistra        | 2 456  | 11,94 | 4     |
| La Margherita                 | Giuseppe Merlino          | Giuseppe Merlino   | Giuseppe Merlino   | 4 740   | 22,48   | 1 592                          | 7,74   | 2     |       |
| Canicattì nel Cuore           | Giuseppe Merlino          | Giuseppe Merlino   | Giuseppe Merlino   | 4 740   | 22,48   | 656                            | 3,19   | 1     |       |
| Rifondazione Comunista        | Giuseppe Merlino          | Giuseppe Merlino   | Giuseppe Merlino   | 4 740   | 22,48   | 212                            | 1,03   | –     |       |
|                               | Fabio Li Calsi            | Fabio Li Calsi     | Fabio Li Calsi     | 1 922   | 9,11    | Movimento per le Autonomie (B) | 1 042  | 5,07  | 1     |
| Noi per Canicattì (B)         | Fabio Li Calsi            | Fabio Li Calsi     | Fabio Li Calsi     | 1 922   | 9,11    | 892                            | 4,34   | 1     |       |
|                               | Antonio Di Grigoli        | Antonio Di Grigoli | Antonio Di Grigoli | 515     | 2,44    | Rinascita Canicattinese (A)    | 321    | 1,56  | –     |
| Totale                        | Totale                    | 18 282             | 100                | 21 087  | 100     |                                | 20 564 | 100   | 30    |
|                               |                           |                    |                    |         |         |                                |        |       |       |
| Fonte: Ministero dell'interno |                           |                    |                    |         |         |                                |        |       |       |

### Porto Empedocle
| Candidati                                                                              | Candidati                   | II turno                | II turno                | I turno | I turno | Liste                                     | Voti   | %     | Seggi |
| Candidati                                                                              | Candidati                   | Voti                    | %                       | Voti    | %       | Liste                                     | Voti   | %     | Seggi |
| -------------------------------------------------------------------------------------- | --------------------------- | ----------------------- | ----------------------- | ------- | ------- | ----------------------------------------- | ------ | ----- | ----- |
|                                                                                        | Calogero Firetto ✔️ Sindaco | 4 852                   | 52,05                   | 2 952   | 27,47   | Città Nuova                               | 1 207  | 11,47 | 3     |
| Alleanza Nazionale                                                                     | Calogero Firetto ✔️ Sindaco | 4 852                   | 52,05                   | 2 952   | 27,47   | 819                                       | 7,78   | 2     |       |
| Unione di Centro                                                                       | Calogero Firetto ✔️ Sindaco | 4 852                   | 52,05                   | 2 952   | 27,47   | 706                                       | 6,71   | 1     |       |
| Movimento per le Autonomie                                                             | Calogero Firetto ✔️ Sindaco | 4 852                   | 52,05                   | 2 952   | 27,47   | 572                                       | 5,43   | 1     |       |
|                                                                                        | Orazio Guarraci             | 4 469                   | 47,95                   | 2 633   | 24,50   | UDEUR                                     | 1 042  | 9,90  | 3     |
| La Rosa nel Pugno                                                                      | Orazio Guarraci             | 4 469                   | 47,95                   | 2 633   | 24,50   | 481                                       | 4,57   | 1     |       |
| Guarraci Sindaco Insieme per Porto Empedocle (Federazione dei Verdi-Italia dei Valori) | Orazio Guarraci             | 4 469                   | 47,95                   | 2 633   | 24,50   | 284                                       | 2,70   | –     |       |
| Movimento Iniziativa Popolare                                                          | Orazio Guarraci             | 4 469                   | 47,95                   | 2 633   | 24,50   | 253                                       | 2,40   | –     |       |
|                                                                                        | Calogero Martello           | Calogero Martello       | Calogero Martello       | 2 066   | 19,22   | Liberi e Solidali                         | 1 035  | 9,83  | 2     |
| Movimento Democratico per Porto Empedocle                                              | Calogero Martello           | Calogero Martello       | Calogero Martello       | 2 066   | 19,22   | 609                                       | 5,79   | 1     |       |
| La Margherita (A)                                                                      | Calogero Martello           | Calogero Martello       | Calogero Martello       | 2 066   | 19,22   | 440                                       | 4,18   | 1     |       |
| Progetto Empedoclino                                                                   | Calogero Martello           | Calogero Martello       | Calogero Martello       | 2 066   | 19,22   | 309                                       | 2,94   | –     |       |
|                                                                                        | Paolo Ferrara               | Paolo Ferrara           | Paolo Ferrara           | 1 927   | 17,93   | Forza Italia (A)                          | 1 210  | 11,50 | 3     |
| Lista Azzurra (A)                                                                      | Paolo Ferrara               | Paolo Ferrara           | Paolo Ferrara           | 1 927   | 17,93   | 552                                       | 5,24   | 1     |       |
| Liberiamo Porto Empedocle (A)                                                          | Paolo Ferrara               | Paolo Ferrara           | Paolo Ferrara           | 1 927   | 17,93   | 284                                       | 2,70   | –     |       |
|                                                                                        | Antonio Giuseppe Sinesi     | Antonio Giuseppe Sinesi | Antonio Giuseppe Sinesi | 658     | 6,12    | Democratici di Sinistra                   | 409    | 3,89  | 1     |
|                                                                                        | Antonino Sorrentino         | Antonino Sorrentino     | Antonino Sorrentino     | 511     | 4,75    | Movimento Iniziativa Popolare Empedoclina | 313    | 2,97  | –     |
| Totale                                                                                 | Totale                      | 9 321                   | 100                     | 10 747  | 100     |                                           | 10 525 | 100   | 20    |
|                                                                                        |                             |                         |                         |         |         |                                           |        |       |       |
| Fonte: Ministero dell'interno                                                          |                             |                         |                         |         |         |                                           |        |       |       |

### Ribera
| Candidati                                | Candidati                    | II turno          | II turno          | I turno | I turno | Liste            | Voti   | %     | Seggi |
| Candidati                                | Candidati                    | Voti              | %                 | Voti    | %       | Liste            | Voti   | %     | Seggi |
| ---------------------------------------- | ---------------------------- | ----------------- | ----------------- | ------- | ------- | ---------------- | ------ | ----- | ----- |
|                                          | Antonino Scaturro ✔️ Sindaco | 5 975             | 52,89             | 3 976   | 30,35   | Rinasce Ribera   | 1 916  | 14,87 | 3     |
| Democratici                              | Antonino Scaturro ✔️ Sindaco | 5 975             | 52,89             | 3 976   | 30,35   | 872              | 6,77   | 1     |       |
| UDEUR                                    | Antonino Scaturro ✔️ Sindaco | 5 975             | 52,89             | 3 976   | 30,35   | 209              | 1,62   | –     |       |
| Rifondazione Comunista                   | Antonino Scaturro ✔️ Sindaco | 5 975             | 52,89             | 3 976   | 30,35   | 143              | 1,11   | –     |       |
|                                          | Pietro D'Anna                | 5 323             | 47,11             | 5 404   | 41,26   | Unione di Centro | 2 506  | 19,45 | 5     |
| Movimento per le Autonomie-Nuova Sicilia | Pietro D'Anna                | 5 323             | 47,11             | 5 404   | 41,26   | 1 741            | 13,51  | 4     |       |
| Forza Italia                             | Pietro D'Anna                | 5 323             | 47,11             | 5 404   | 41,26   | 1 416            | 10,99  | 3     |       |
| Forza Ribera                             | Pietro D'Anna                | 5 323             | 47,11             | 5 404   | 41,26   | 414              | 3,21   | –     |       |
| Alleanza Nazionale                       | Pietro D'Anna                | 5 323             | 47,11             | 5 404   | 41,26   | 369              | 2,86   | –     |       |
| Uniti per Cambiare                       | Pietro D'Anna                | 5 323             | 47,11             | 5 404   | 41,26   | 308              | 2,39   | –     |       |
|                                          | Giuseppe Di Salvo            | Giuseppe Di Salvo | Giuseppe Di Salvo | 3 719   | 28,39   | La Margherita    | 1 721  | 13,36 | 2     |
| Democratici di Sinistra                  | Giuseppe Di Salvo            | Giuseppe Di Salvo | Giuseppe Di Salvo | 3 719   | 28,39   | 1 270            | 9,86   | 2     |       |
| Totale                                   | Totale                       | 11 298            | 100               | 13 099  | 100     |                  | 12 885 | 100   | 20    |
|                                          |                              |                   |                   |         |         |                  |        |       |       |
| Fonte: Ministero dell'interno            |                              |                   |                   |         |         |                  |        |       |       |

## Provincia regionale di Catania

### Ramacca
| Candidati                         | Candidati                              | II turno           | II turno           | I turno | I turno | Liste                        | Voti  | %     | Seggi |
| Candidati                         | Candidati                              | Voti               | %                  | Voti    | %       | Liste                        | Voti  | %     | Seggi |
| --------------------------------- | -------------------------------------- | ------------------ | ------------------ | ------- | ------- | ---------------------------- | ----- | ----- | ----- |
|                                   | Giovanni Antonio Malgioglio ✔️ Sindaco | 3 404              | 55,57              | 3 327   | 47,75   | Forza Italia                 | 1 388 | 20,34 | 6     |
| Alleanza Nazionale                | Giovanni Antonio Malgioglio ✔️ Sindaco | 3 404              | 55,57              | 3 327   | 47,75   | 616                          | 9,03  | 2     |       |
| Vivere Ramacca                    | Giovanni Antonio Malgioglio ✔️ Sindaco | 3 404              | 55,57              | 3 327   | 47,75   | 520                          | 7,62  | 2     |       |
| Patto Ramacchese                  | Giovanni Antonio Malgioglio ✔️ Sindaco | 3 404              | 55,57              | 3 327   | 47,75   | 360                          | 5,28  | 1     |       |
| Gianni Antonio Malgioglio Sindaco | Giovanni Antonio Malgioglio ✔️ Sindaco | 3 404              | 55,57              | 3 327   | 47,75   | 305                          | 4,47  | 1     |       |
| Socialisti Autonomisti Ramacchesi | Giovanni Antonio Malgioglio ✔️ Sindaco | 3 404              | 55,57              | 3 327   | 47,75   | 171                          | 2,51  | –     |       |
|                                   | Salvatore Nicolosi                     | 2 722              | 44,43              | 2 297   | 32,97   | Movimento per le Autonomie   | 1 125 | 16,49 | 5     |
| Unione di Centro                  | Salvatore Nicolosi                     | 2 722              | 44,43              | 2 297   | 32,97   | 401                          | 5,88  | 1     |       |
| UDEUR                             | Salvatore Nicolosi                     | 2 722              | 44,43              | 2 297   | 32,97   | 184                          | 2,70  | –     |       |
| Ramacca nel Cuore                 | Salvatore Nicolosi                     | 2 722              | 44,43              | 2 297   | 32,97   | 137                          | 2,01  | –     |       |
|                                   | Salvatore Mogavero                     | Salvatore Mogavero | Salvatore Mogavero | 1 065   | 15,29   | La Margherita                | 497   | 7,28  | 1     |
| Democratici di Sinistra           | Salvatore Mogavero                     | Salvatore Mogavero | Salvatore Mogavero | 1 065   | 15,29   | 206                          | 3,02  | 1     |       |
| Uniti per Ramacca                 | Salvatore Mogavero                     | Salvatore Mogavero | Salvatore Mogavero | 1 065   | 15,29   | 284                          | 4,16  | –     |       |
|                                   | Mario Di Mauro                         | Mario Di Mauro     | Mario Di Mauro     | 278     | 3,99    | Insieme per Ramacca 2013 (A) | 218   | 3,20  | –     |
| Totale                            | Totale                                 | 6 126              | 100                | 6 967   | 100     |                              | 6 823 | 100   | 20    |
|                                   |                                        |                    |                    |         |         |                              |       |       |       |
| Fonte: Ministero dell'interno     |                                        |                    |                    |         |         |                              |       |       |       |

## Provincia regionale di Messina

### Capo d'Orlando
|                                                  | Roberto Vincenzo Sindoni ✔️ Sindaco | 6 360  | 58,31 | Lista Orlandina                                                                 | 2 370 | 26,81 | 6  |  |  |
| Movimento per Capo d'Orlando con Sindoni Sindaco | Roberto Vincenzo Sindoni ✔️ Sindaco | 6 360  | 58,31 | 1 859                                                                           | 21,03 | 4     |    |  |  |
| Città Futura                                     | Roberto Vincenzo Sindoni ✔️ Sindaco | 6 360  | 58,31 | 1 849                                                                           | 20,92 | 4     |    |  |  |
|                                                  | Walter Mangano                      | 1 805  | 16,55 | Alleanza Nazionale                                                              | 1 123 | 12,70 | 3  |  |  |
| Forza Italia                                     | Walter Mangano                      | 1 805  | 16,55 | 768                                                                             | 8,69  | 2     |    |  |  |
| MIP Iniziativa Popolare                          | Walter Mangano                      | 1 805  | 16,55 | 340                                                                             | 3,85  | –     |    |  |  |
|                                                  | Giuseppe Sapone                     | 1 023  | 9,38  | Centro Sinistra per Capo d'Orlando (La Margherita-UDEUR-Rifondazione Comunista) | 777   | 8,79  | 1  |  |  |
| Totale                                           | Totale                              | 10 908 | 100   |                                                                                 | 8 840 | 100   | 20 |  |  |
|                                                  |                                     |        |       |                                                                                 |       |       |    |  |  |
| Fonte: Ministero dell'interno                    |                                     |        |       |                                                                                 |       |       |    |  |  |

### Patti
|                               | Giuseppe Venuto ✔️ Sindaco | 5 051 | 55,92 | Lista Venuto-Impegno per Patti             | 1 651 | 18,05 | 4  |  |  |
| La Margherita                 | Giuseppe Venuto ✔️ Sindaco | 5 051 | 55,92 | 1 060                                      | 11,59 | 3     |    |  |  |
| Patti Futura                  | Giuseppe Venuto ✔️ Sindaco | 5 051 | 55,92 | 702                                        | 7,68  | 2     |    |  |  |
| Progetto Patti                | Giuseppe Venuto ✔️ Sindaco | 5 051 | 55,92 | 576                                        | 6,30  | 1     |    |  |  |
| Democratici di Sinistra       | Giuseppe Venuto ✔️ Sindaco | 5 051 | 55,92 | 557                                        | 6,09  | 1     |    |  |  |
| Costruire Insieme             | Giuseppe Venuto ✔️ Sindaco | 5 051 | 55,92 | 512                                        | 5,60  | 1     |    |  |  |
| Sviluppo Idee e Progetto      | Giuseppe Venuto ✔️ Sindaco | 5 051 | 55,92 | 377                                        | 4,12  | 1     |    |  |  |
|                               | Lucio Melita               | 2 085 | 23,08 | Porto Democratico-Melita Sindaco per Patti | 806   | 8,81  | 2  |  |  |
| Alleanza per Patti            | Lucio Melita               | 2 085 | 23,08 | 615                                        | 6,72  | 1     |    |  |  |
|                               | Ferdinando D'Amico         | 1 705 | 18,88 | Forza Italia                               | 1 020 | 11,15 | 2  |  |  |
| Società Aperta Patti          | Ferdinando D'Amico         | 1 705 | 18,88 | 825                                        | 9,02  | 2     |    |  |  |
|                               | Giuseppe Ioppolo           | 305   | 3,38  | Solidarietà-Ioppolo Sindaco                | 305   | 3,33  | –  |  |  |
| Totale                        | Totale                     | 9 033 | 100   |                                            | 9 146 | 100   | 20 |  |  |
|                               |                            |       |       |                                            |       |       |    |  |  |
| Fonte: Ministero dell'interno |                            |       |       |                                            |       |       |    |  |  |

### Taormina
| Candidati                                              | Candidati                           | II turno         | II turno         | I turno | I turno | Liste              | Voti  | %    | Seggi |
| Candidati                                              | Candidati                           | Voti             | %                | Voti    | %       | Liste              | Voti  | %    | Seggi |
| ------------------------------------------------------ | ----------------------------------- | ---------------- | ---------------- | ------- | ------- | ------------------ | ----- | ---- | ----- |
|                                                        | Carmelantonio D'Agostino ✔️ Sindaco | 3 482            | 52,14            | 3 485   | 46,63   | Alleanza Nazionale | 509   | 6,91 | 2     |
| Taormina Unita                                         | Carmelantonio D'Agostino ✔️ Sindaco | 3 482            | 52,14            | 3 485   | 46,63   | 506                | 6,86  | 2    |       |
| Forza Taormina                                         | Carmelantonio D'Agostino ✔️ Sindaco | 3 482            | 52,14            | 3 485   | 46,63   | 464                | 6,29  | 2    |       |
| Forza Italia                                           | Carmelantonio D'Agostino ✔️ Sindaco | 3 482            | 52,14            | 3 485   | 46,63   | 434                | 5,89  | 1    |       |
| Taormina Domani                                        | Carmelantonio D'Agostino ✔️ Sindaco | 3 482            | 52,14            | 3 485   | 46,63   | 382                | 5,18  | 1    |       |
| Intesa Democratica                                     | Carmelantonio D'Agostino ✔️ Sindaco | 3 482            | 52,14            | 3 485   | 46,63   | 364                | 4,94  | 1    |       |
| I Democratici                                          | Carmelantonio D'Agostino ✔️ Sindaco | 3 482            | 52,14            | 3 485   | 46,63   | 329                | 4,46  | 1    |       |
| Unione di Centro                                       | Carmelantonio D'Agostino ✔️ Sindaco | 3 482            | 52,14            | 3 485   | 46,63   | 302                | 4,10  | 1    |       |
| Sviluppo & Commercio - Movimento Politico Indipendente | Carmelantonio D'Agostino ✔️ Sindaco | 3 482            | 52,14            | 3 485   | 46,63   | 221                | 3,00  | 1    |       |
| Amare Taormina                                         | Carmelantonio D'Agostino ✔️ Sindaco | 3 482            | 52,14            | 3 485   | 46,63   | 136                | 1,85  | –    |       |
|                                                        | Mauro Passalacqua                   | 3 205            | 47,99            | 2 614   | 34,98   | Destra Sociale     | 587   | 7,96 | 2     |
| Comunità e Rinnovamento                                | Mauro Passalacqua                   | 3 205            | 47,99            | 2 614   | 34,98   | 576                | 7,81  | 2    |       |
| Primavera Taorminese                                   | Mauro Passalacqua                   | 3 205            | 47,99            | 2 614   | 34,98   | 537                | 7,29  | 1    |       |
| Movimento Iniziativa Popolare                          | Mauro Passalacqua                   | 3 205            | 47,99            | 2 614   | 34,98   | 431                | 5,85  | 1    |       |
| Diritto di essere Sicilia ai Siciliani                 | Mauro Passalacqua                   | 3 205            | 47,99            | 2 614   | 34,98   | 219                | 2,97  | –    |       |
| Rinnovare Taormina                                     | Mauro Passalacqua                   | 3 205            | 47,99            | 2 614   | 34,98   | 181                | 2,46  | –    |       |
| Alba Nuova                                             | Mauro Passalacqua                   | 3 205            | 47,99            | 2 614   | 34,98   | 109                | 1,48  | –    |       |
|                                                        | Antonia Garipoli                    | Antonia Garipoli | Antonia Garipoli | 1 374   | 18,39   | La Margherita (A)  | 413   | 5,60 | 1     |
| Democratici di Sinistra (A)                            | Antonia Garipoli                    | Antonia Garipoli | Antonia Garipoli | 1 374   | 18,39   | 334                | 4,53  | 1    |       |
| Con Garipoli per Taormina                              | Antonia Garipoli                    | Antonia Garipoli | Antonia Garipoli | 1 374   | 18,39   | 298                | 4,04  | –    |       |
| Totale                                                 | Totale                              | 6 678            | 100              | 7 473   | 100     |                    | 7 371 | 100  | 20    |
|                                                        |                                     |                  |                  |         |         |                    |       |      |       |
| Fonte: Ministero dell'interno                          |                                     |                  |                  |         |         |                    |       |      |       |

## Provincia regionale di Ragusa

### Ragusa
| Candidati                                                   | Candidati                      | II turno        | II turno        | I turno | I turno | Liste                            | Voti   | %     | Seggi |
| Candidati                                                   | Candidati                      | Voti            | %               | Voti    | %       | Liste                            | Voti   | %     | Seggi |
| ----------------------------------------------------------- | ------------------------------ | --------------- | --------------- | ------- | ------- | -------------------------------- | ------ | ----- | ----- |
|                                                             | Emanuele Dipasquale ✔️ Sindaco | 19 922          | 52,88           | 19 526  | 45,55   | Forza Italia                     | 5 791  | 14,31 | 5     |
| Unione di Centro                                            | Emanuele Dipasquale ✔️ Sindaco | 19 922          | 52,88           | 19 526  | 45,55   | 5 611                            | 13,87  | 5     |       |
| Alleanza Nazionale                                          | Emanuele Dipasquale ✔️ Sindaco | 19 922          | 52,88           | 19 526  | 45,55   | 2 666                            | 6,59   | 2     |       |
| Dipasquale Sindaco                                          | Emanuele Dipasquale ✔️ Sindaco | 19 922          | 52,88           | 19 526  | 45,55   | 2 220                            | 5,49   | 2     |       |
| Ragusa Soprattutto                                          | Emanuele Dipasquale ✔️ Sindaco | 19 922          | 52,88           | 19 526  | 45,55   | 1 504                            | 3,72   | 1     |       |
| Partito Repubblicano Italiano                               | Emanuele Dipasquale ✔️ Sindaco | 19 922          | 52,88           | 19 526  | 45,55   | 1 219                            | 3,01   | 1     |       |
| Ragusa Popolare                                             | Emanuele Dipasquale ✔️ Sindaco | 19 922          | 52,88           | 19 526  | 45,55   | 1 149                            | 2,84   | 1     |       |
|                                                             | Francesco Poidomani            | 17 753          | 47,12           | 15 036  | 35,07   | Democratici di Sinistra          | 6 356  | 15,71 | 6     |
| Italia dei Valori                                           | Francesco Poidomani            | 17 753          | 47,12           | 15 036  | 35,07   | 1 814                            | 4,48   | 1     |       |
| La Rosa nel Pugno                                           | Francesco Poidomani            | 17 753          | 47,12           | 15 036  | 35,07   | 1 467                            | 3,63   | 1     |       |
| Rifondazione Comunista                                      | Francesco Poidomani            | 17 753          | 47,12           | 15 036  | 35,07   | 1 004                            | 2,48   | –     |       |
| Uniti per Ragusa (Comunisti Italiani-Federazione dei Verdi) | Francesco Poidomani            | 17 753          | 47,12           | 15 036  | 35,07   | 989                              | 2,44   | –     |       |
| Primavera Siciliana                                         | Francesco Poidomani            | 17 753          | 47,12           | 15 036  | 35,07   | 652                              | 1,61   | –     |       |
|                                                             | Giorgio Massari                | Giorgio Massari | Giorgio Massari | 3 790   | 8,84    | La Margherita                    | 2 054  | 5,08  | 2     |
| Massari per Ragusa                                          | Giorgio Massari                | Giorgio Massari | Giorgio Massari | 3 790   | 8,84    | 1 393                            | 3,44   | 1     |       |
| Progetto Ragusa                                             | Giorgio Massari                | Giorgio Massari | Giorgio Massari | 3 790   | 8,84    | 942                              | 2,33   | –     |       |
|                                                             | Domenico Arezzo                | Domenico Arezzo | Domenico Arezzo | 2 727   | 6,36    | Città                            | 1 618  | 4,00  | 1     |
|                                                             | Alfredo Vicari                 | Alfredo Vicari  | Alfredo Vicari  | 859     | 2,00    | Alleanza Popolare per Ragusa (A) | 1 116  | 2,76  | 1     |
|                                                             | Marco Valvo                    | Marco Valvo     | Marco Valvo     | 701     | 1,64    | Movimento per le Autonomie       | 763    | 1,89  | –     |
|                                                             | Michele Melilli                | Michele Melilli | Michele Melilli | 232     | 0,54    | Partito Comunista dei Lavoratori | 167    | 0,41  | –     |
| Totale                                                      | Totale                         | 37 675          | 100             | 42 871  | 100     |                                  | 40 455 | 100   | 30    |
|                                                             |                                |                 |                 |         |         |                                  |        |       |       |
| Fonte: Ministero dell'interno                               |                                |                 |                 |         |         |                                  |        |       |       |

### Vittoria
| Candidati                             | Candidati                   | II turno         | II turno         | I turno | I turno | Liste                                       | Voti   | %     | Seggi |
| Candidati                             | Candidati                   | Voti             | %                | Voti    | %       | Liste                                       | Voti   | %     | Seggi |
| ------------------------------------- | --------------------------- | ---------------- | ---------------- | ------- | ------- | ------------------------------------------- | ------ | ----- | ----- |
|                                       | Giuseppe Nicosia ✔️ Sindaco | 14 772           | 54,33            | 7 617   | 23,94   | La Margherita                               | 3 003  | 10,23 | 4     |
| Incontriamoci                         | Giuseppe Nicosia ✔️ Sindaco | 14 772           | 54,33            | 7 617   | 23,94   | 1 552                                       | 5,29   | 2     |       |
| Italia dei Valori                     | Giuseppe Nicosia ✔️ Sindaco | 14 772           | 54,33            | 7 617   | 23,94   | 828                                         | 2,82   | 1     |       |
| Sviluppo per Vittoria                 | Giuseppe Nicosia ✔️ Sindaco | 14 772           | 54,33            | 7 617   | 23,94   | 481                                         | 1,64   | –     |       |
| Impegno Popolare                      | Giuseppe Nicosia ✔️ Sindaco | 14 772           | 54,33            | 7 617   | 23,94   | 476                                         | 1,62   | –     |       |
| Primavera Siciliana                   | Giuseppe Nicosia ✔️ Sindaco | 14 772           | 54,33            | 7 617   | 23,94   | 241                                         | 0,82   | –     |       |
|                                       | Saverio La Grua             | 12 418           | 45,67            | 11 080  | 34,83   | Alleanza Nazionale                          | 3 227  | 10,99 | 4     |
| Forza Italia                          | Saverio La Grua             | 12 418           | 45,67            | 11 080  | 34,83   | 2 608                                       | 8,88   | 4     |       |
| Unione di Centro                      | Saverio La Grua             | 12 418           | 45,67            | 11 080  | 34,83   | 1 947                                       | 6,63   | 2     |       |
| Vittoria che Cambia                   | Saverio La Grua             | 12 418           | 45,67            | 11 080  | 34,83   | 1 143                                       | 3,89   | 1     |       |
| Alleanza Siciliana                    | Saverio La Grua             | 12 418           | 45,67            | 11 080  | 34,83   | 694                                         | 2,36   | 1     |       |
| Partito Repubblicano Italiano         | Saverio La Grua             | 12 418           | 45,67            | 11 080  | 34,83   | 621                                         | 2,11   | –     |       |
| Fiamma Tricolore                      | Saverio La Grua             | 12 418           | 45,67            | 11 080  | 34,83   | 128                                         | 0,44   | –     |       |
|                                       | Vincenzo Cilia              | Vincenzo Cilia   | Vincenzo Cilia   | 7 200   | 22,63   | Democratici di Sinistra (A)                 | 4 048  | 13,79 | 5     |
| Progettiamo una Città Nuova (A)       | Vincenzo Cilia              | Vincenzo Cilia   | Vincenzo Cilia   | 7 200   | 22,63   | 1 436                                       | 4,89   | 2     |       |
| Rifondazione Comunista (A)            | Vincenzo Cilia              | Vincenzo Cilia   | Vincenzo Cilia   | 7 200   | 22,63   | 976                                         | 3,32   | 1     |       |
| La Rosa nel Pugno (A)                 | Vincenzo Cilia              | Vincenzo Cilia   | Vincenzo Cilia   | 7 200   | 22,63   | 776                                         | 2,64   | 1     |       |
| UDEUR                                 | Vincenzo Cilia              | Vincenzo Cilia   | Vincenzo Cilia   | 7 200   | 22,63   | 539                                         | 1,84   | –     |       |
|                                       | Luigi D'Amato               | Luigi D'Amato    | Luigi D'Amato    | 3 154   | 9,91    | Movimento per le Autonomie (A)              | 1 149  | 3,91  | 1     |
| D'Amato Sindaco (A)                   | Luigi D'Amato               | Luigi D'Amato    | Luigi D'Amato    | 3 154   | 9,91    | 817                                         | 2,78   | 1     |       |
| Movimento politico Sviluppo Ibleo (A) | Luigi D'Amato               | Luigi D'Amato    | Luigi D'Amato    | 3 154   | 9,91    | 550                                         | 1,87   | –     |       |
|                                       | Pietro Gurrieri             | Pietro Gurrieri  | Pietro Gurrieri  | 1 491   | 4,69    | L'Altra Vittoria                            | 650    | 2,21  | –     |
| Liste civiche per Vittoria            | Pietro Gurrieri             | Pietro Gurrieri  | Pietro Gurrieri  | 1 491   | 4,69    | 307                                         | 1,05   | –     |       |
|                                       | Pasquale Ferrara            | Pasquale Ferrara | Pasquale Ferrara | 494     | 1,55    | Partito Socialista Democratico Italiano (B) | 582    | 1,98  | –     |
|                                       | Giuseppe Spalla             | Giuseppe Spalla  | Giuseppe Spalla  | 449     | 1,41    | Liberi per Vittoria (B)                     | 464    | 1,58  | –     |
|                                       | Antonio Baldanza            | Antonio Baldanza | Antonio Baldanza | 331     | 1,04    | Comunisti Italiani (A)                      | 332    | 1,13  | –     |
| Totale                                | Totale                      | 27 190           | 100              | 31 816  | 100     |                                             | 29 364 | 100   | 30    |
|                                       |                             |                  |                  |         |         |                                             |        |       |       |
| Fonte: Ministero dell'interno         |                             |                  |                  |         |         |                                             |        |       |       |

## Provincia regionale di Siracusa

### Lentini
| Candidati                                     | Candidati                   | II turno         | II turno         | I turno | I turno | Liste                       | Voti   | %     | Seggi |
| Candidati                                     | Candidati                   | Voti             | %                | Voti    | %       | Liste                       | Voti   | %     | Seggi |
| --------------------------------------------- | --------------------------- | ---------------- | ---------------- | ------- | ------- | --------------------------- | ------ | ----- | ----- |
|                                               | Alfio Mangiameli ✔️ Sindaco | 7 285            | 56,81            | 4 210   | 27,87   | La Margherita               | 1 669  | 11,47 | 4     |
| La Rosa nel Pugno                             | Alfio Mangiameli ✔️ Sindaco | 7 285            | 56,81            | 4 210   | 27,87   | 508                         | 3,49   | 1     |       |
| Partito Pensionati                            | Alfio Mangiameli ✔️ Sindaco | 7 285            | 56,81            | 4 210   | 27,87   | 369                         | 2,54   | 1     |       |
| Con Alfio Sindaco                             | Alfio Mangiameli ✔️ Sindaco | 7 285            | 56,81            | 4 210   | 27,87   | 323                         | 2,22   | –     |       |
|                                               | Sebastiano Neri             | 5 539            | 43,19            | 4 857   | 32,15   | Movimento per le Autonomie  | 2 063  | 14,17 | 3     |
| Rinascita Leontina                            | Sebastiano Neri             | 5 539            | 43,19            | 4 857   | 32,15   | 1 596                       | 10,96  | 2     |       |
| Popolari per Lentini                          | Sebastiano Neri             | 5 539            | 43,19            | 4 857   | 32,15   | 954                         | 6,55   | 1     |       |
| Alleanza Siciliana                            | Sebastiano Neri             | 5 539            | 43,19            | 4 857   | 32,15   | 571                         | 3,92   | 1     |       |
| Lentini Insieme-Partito Repubblicano Italiano | Sebastiano Neri             | 5 539            | 43,19            | 4 857   | 32,15   | 307                         | 2,11   | –     |       |
|                                               | Armando Rossitto            | Armando Rossitto | Armando Rossitto | 3 619   | 23,96   | Democratici di Sinistra (A) | 1 913  | 13,14 | 5     |
| UDEUR                                         | Armando Rossitto            | Armando Rossitto | Armando Rossitto | 3 619   | 23,96   | 931                         | 6,40   | 1     |       |
| Rifondazione Comunista                        | Armando Rossitto            | Armando Rossitto | Armando Rossitto | 3 619   | 23,96   | 421                         | 2,89   | –     |       |
| Comunisti Italiani                            | Armando Rossitto            | Armando Rossitto | Armando Rossitto | 3 619   | 23,96   | 286                         | 1,96   | –     |       |
| Italia dei Valori                             | Armando Rossitto            | Armando Rossitto | Armando Rossitto | 3 619   | 23,96   | 137                         | 0,94   | –     |       |
|                                               | Nunzio Dolce                | Nunzio Dolce     | Nunzio Dolce     | 1 305   | 8,64    | Unione di Centro            | 562    | 3,86  | –     |
| Libera per Lentini                            | Nunzio Dolce                | Nunzio Dolce     | Nunzio Dolce     | 1 305   | 8,64    | 470                         | 3,23   | –     |       |
| Partito per l'Autonomia Siciliana             | Nunzio Dolce                | Nunzio Dolce     | Nunzio Dolce     | 1 305   | 8,64    | 311                         | 2,14   | –     |       |
| Alleanza Nazionale                            | Nunzio Dolce                | Nunzio Dolce     | Nunzio Dolce     | 1 305   | 8,64    | 241                         | 1,66   | –     |       |
| Nuova Sicilia                                 | Nunzio Dolce                | Nunzio Dolce     | Nunzio Dolce     | 1 305   | 8,64    | 145                         | 1,00   | –     |       |
| Nuovo PSI                                     | Nunzio Dolce                | Nunzio Dolce     | Nunzio Dolce     | 1 305   | 8,64    | 99                          | 0,68   | –     |       |
|                                               | Salvatore Oddo              | Salvatore Oddo   | Salvatore Oddo   | 1 114   | 7,38    | Lentini per Bene (A)        | 680    | 4,67  | 1     |
| Totale                                        | Totale                      | 12 824           | 100              | 15 105  | 100     |                             | 14 556 | 100   | 20    |
|                                               |                             |                  |                  |         |         |                             |        |       |       |
| Fonte: Ministero dell'interno                 |                             |                  |                  |         |         |                             |        |       |       |

### Noto
| Candidati                       | Candidati                | II turno           | II turno           | I turno | I turno | Liste                           | Voti   | %     | Seggi |
| Candidati                       | Candidati                | Voti               | %                  | Voti    | %       | Liste                           | Voti   | %     | Seggi |
| ------------------------------- | ------------------------ | ------------------ | ------------------ | ------- | ------- | ------------------------------- | ------ | ----- | ----- |
|                                 | Corrado Valvo ✔️ Sindaco | 6 468              | 52,98              | 5 722   | 41,04   | L'Aquilone Lista del Presidente | 1 579  | 11,56 | 4     |
| Amare Noto                      | Corrado Valvo ✔️ Sindaco | 6 468              | 52,98              | 5 722   | 41,04   | 1 384                           | 10,13  | 4     |       |
| Alleanza Nazionale              | Corrado Valvo ✔️ Sindaco | 6 468              | 52,98              | 5 722   | 41,04   | 1 213                           | 8,88   | 4     |       |
| Forza Italia                    | Corrado Valvo ✔️ Sindaco | 6 468              | 52,98              | 5 722   | 41,04   | 1 185                           | 8,68   | 4     |       |
|                                 | Raffaele Leone           | 5 741              | 47,02              | 6 118   | 43,88   | La Margherita                   | 1 636  | 11,98 | 2     |
| Noto Nostra                     | Raffaele Leone           | 5 741              | 47,02              | 6 118   | 43,88   | 1 494                           | 10,94  | 2     |       |
| Democratici di Sinistra         | Raffaele Leone           | 5 741              | 47,02              | 6 118   | 43,88   | 1 171                           | 8,57   | 1     |       |
| Movimento per le Autonomie      | Raffaele Leone           | 5 741              | 47,02              | 6 118   | 43,88   | 1 154                           | 8,45   | 1     |       |
| Socialisti Democratici per Noto | Raffaele Leone           | 5 741              | 47,02              | 6 118   | 43,88   | 575                             | 4,21   | –     |       |
| Italia dei Valori               | Raffaele Leone           | 5 741              | 47,02              | 6 118   | 43,88   | 96                              | 0,70   | –     |       |
|                                 | Giuseppe Bosco           | Giuseppe Bosco     | Giuseppe Bosco     | 763     | 5,47    | Unione di Centro                | 672    | 4,92  | 1     |
|                                 | Giuseppe Leone           | Giuseppe Leone     | Giuseppe Leone     | 742     | 5,32    | Insieme Società Civile          | 506    | 3,70  | –     |
|                                 | Vincenzo Terranova       | Vincenzo Terranova | Vincenzo Terranova | 599     | 4,30    | Patto per Noto                  | 993    | 7,27  | 1     |
| Totale                          | Totale                   | 12 209             | 100                | 13 944  | 100     |                                 | 13 658 | 100   | 20    |
|                                 |                          |                    |                    |         |         |                                 |        |       |       |
| Fonte: Ministero dell'interno   |                          |                    |                    |         |         |                                 |        |       |       |

### Pachino
| Candidati                            | Candidati                   | II turno        | II turno        | I turno | I turno | Liste                   | Voti   | %     | Seggi |
| Candidati                            | Candidati                   | Voti            | %               | Voti    | %       | Liste                   | Voti   | %     | Seggi |
| ------------------------------------ | --------------------------- | --------------- | --------------- | ------- | ------- | ----------------------- | ------ | ----- | ----- |
|                                      | Giuseppe Campisi ✔️ Sindaco | 6 038           | 60,95           | 4 093   | 31,97   | Rinascita di Pachino    | 1 611  | 12,80 | 6     |
| La Margherita                        | Giuseppe Campisi ✔️ Sindaco | 6 038           | 60,95           | 4 093   | 31,97   | 678                     | 5,39   | 2     |       |
| Lista Campisi                        | Giuseppe Campisi ✔️ Sindaco | 6 038           | 60,95           | 4 093   | 31,97   | 616                     | 4,90   | 2     |       |
| Socialisti Democratici Italiani      | Giuseppe Campisi ✔️ Sindaco | 6 038           | 60,95           | 4 093   | 31,97   | 538                     | 4,28   | 2     |       |
| Federazione dei Verdi                | Giuseppe Campisi ✔️ Sindaco | 6 038           | 60,95           | 4 093   | 31,97   | 128                     | 1,02   | –     |       |
|                                      | Paolo Bonaiuto              | 3 868           | 39,05           | 3 785   | 29,56   | Primavera Pachinese     | 1 440  | 11,44 | 2     |
| Noi Pachinesi                        | Paolo Bonaiuto              | 3 868           | 39,05           | 3 785   | 29,56   | 1 299                   | 10,32  | 2     |       |
| Pachino Nuova                        | Paolo Bonaiuto              | 3 868           | 39,05           | 3 785   | 29,56   | 878                     | 6,98   | 1     |       |
| Movimento per le Autonomie           | Paolo Bonaiuto              | 3 868           | 39,05           | 3 785   | 29,56   | 694                     | 5,52   | 1     |       |
|                                      | Angelo Maione               | Angelo Maione   | Angelo Maione   | 2 944   | 22,99   | Forza Agricoltori       | 1 247  | 9,91  | 1     |
| Alleanza Nazionale                   | Angelo Maione               | Angelo Maione   | Angelo Maione   | 2 944   | 22,99   | 688                     | 5,47   | 1     |       |
| Forza Italia                         | Angelo Maione               | Angelo Maione   | Angelo Maione   | 2 944   | 22,99   | 477                     | 3,79   | –     |       |
| Cento Idee Pachino                   | Angelo Maione               | Angelo Maione   | Angelo Maione   | 2 944   | 22,99   | 400                     | 3,18   | –     |       |
| Unione di Centro                     | Angelo Maione               | Angelo Maione   | Angelo Maione   | 2 944   | 22,99   | 222                     | 1,76   | –     |       |
|                                      | Corrado Ruscica             | Corrado Ruscica | Corrado Ruscica | 1 982   | 15,48   | Democratici di Sinistra | 630    | 5,01  | –     |
| Italia dei Valori                    | Corrado Ruscica             | Corrado Ruscica | Corrado Ruscica | 1 982   | 15,48   | 402                     | 3,19   | –     |       |
| Rifondazione Comunista               | Corrado Ruscica             | Corrado Ruscica | Corrado Ruscica | 1 982   | 15,48   | 320                     | 2,54   | –     |       |
| Per il Partito Democratico per Unire | Corrado Ruscica             | Corrado Ruscica | Corrado Ruscica | 1 982   | 15,48   | 186                     | 1,48   | –     |       |
| Comunisti Italiani                   | Corrado Ruscica             | Corrado Ruscica | Corrado Ruscica | 1 982   | 15,48   | 129                     | 1,03   | –     |       |
| Totale                               | Totale                      | 9 906           | 100             | 12 804  | 100     |                         | 12 583 | 100   | 20    |
|                                      |                             |                 |                 |         |         |                         |        |       |       |
| Fonte: Ministero dell'interno        |                             |                 |                 |         |         |                         |        |       |       |

## Provincia Regionale di Trapani

### Campobello di Mazara
| Candidati                                | Candidati                 | II turno        | II turno        | I turno | I turno | Liste                                  | Voti  | %     | Seggi |
| Candidati                                | Candidati                 | Voti            | %               | Voti    | %       | Liste                                  | Voti  | %     | Seggi |
| ---------------------------------------- | ------------------------- | --------------- | --------------- | ------- | ------- | -------------------------------------- | ----- | ----- | ----- |
|                                          | Ciro Caravà ✔️ Sindaco    | 3 894           | 55,00           | 3 861   | 48,77   | Democrazia Europea                     | 1 069 | 13,85 | 4     |
| La Margherita                            | Ciro Caravà ✔️ Sindaco    | 3 894           | 55,00           | 3 861   | 48,77   | 869                                    | 11,26 | 3     |       |
| Uniti per la Città (UDEUR-Altri)         | Ciro Caravà ✔️ Sindaco    | 3 894           | 55,00           | 3 861   | 48,77   | 771                                    | 9,99  | 2     |       |
| Rifondazione Comunista-La Rosa nel Pugno | Ciro Caravà ✔️ Sindaco    | 3 894           | 55,00           | 3 861   | 48,77   | 536                                    | 6,94  | 2     |       |
| Democratici di Sinistra                  | Ciro Caravà ✔️ Sindaco    | 3 894           | 55,00           | 3 861   | 48,77   | 500                                    | 6,48  | 1     |       |
| I Socialisti                             | Ciro Caravà ✔️ Sindaco    | 3 894           | 55,00           | 3 861   | 48,77   | 186                                    | 2,41  | –     |       |
| Comunisti Italiani                       | Ciro Caravà ✔️ Sindaco    | 3 894           | 55,00           | 3 861   | 48,77   | 110                                    | 1,43  | –     |       |
|                                          | Daniele Vito Mangiaracina | 3 186           | 45,00           | 3 064   | 38,71   | Forza Italia                           | 861   | 11,15 | 2     |
| Movimento per le Autonomie               | Daniele Vito Mangiaracina | 3 186           | 45,00           | 3 064   | 38,71   | 648                                    | 8,39  | 2     |       |
| Alleanza Nazionale                       | Daniele Vito Mangiaracina | 3 186           | 45,00           | 3 064   | 38,71   | 567                                    | 7,35  | 1     |       |
| Democrazia Cristiana per le Autonomie    | Daniele Vito Mangiaracina | 3 186           | 45,00           | 3 064   | 38,71   | 546                                    | 7,07  | 1     |       |
| Partito Repubblicano Italiano            | Daniele Vito Mangiaracina | 3 186           | 45,00           | 3 064   | 38,71   | 211                                    | 2,73  | –     |       |
|                                          | Vito Passanante           | Vito Passanante | Vito Passanante | 991     | 12,52   | Riarmo Morale Sturziano per Campobello | 397   | 5,14  | 1     |
| Unione di Centro                         | Vito Passanante           | Vito Passanante | Vito Passanante | 991     | 12,52   | 293                                    | 3,80  | 1     |       |
| Nuovo Secolo                             | Vito Passanante           | Vito Passanante | Vito Passanante | 991     | 12,52   | 155                                    | 2,01  | –     |       |
| Totale                                   | Totale                    | 7 080           | 100             | 7 916   | 100     |                                        | 7 719 | 100   | 20    |
|                                          |                           |                 |                 |         |         |                                        |       |       |       |
| Fonte: Ministero dell'interno            |                           |                 |                 |         |         |                                        |       |       |       |